# Axel Schulz (Admiral)
Axel Heinz Gustav Schulz ist ein Konteradmiral der Deutschen Marine und Stellvertretender Abteilungsleiter der Abteilung Personal (P) im Bundesministerium der Verteidigung in Bonn.

## Militärische Laufbahn

### Ausbildung und erste Verwendungen
Schulz trat mit der Crew VII/90 in die Bundeswehr ein. Er absolvierte die Ausbildung zum Marineoffizier einschließlich, von 1991 bis 1995, eines Studiums der Luft- und Raumfahrttechnik. Nach Abschluss dieses Studiums schloss er auch die Offizierausbildung ab und wurde bis 1996 als III. Wachoffizier auf dem Minenjagdboot Rottweil eingesetzt. Es folgte 1997 die Ausbildung zum Minentaucheroffizier und von 1997 bis 1998 eine Verwendung als II. Wachoffizier und Minentaucheroffizier auf dem Minenjagdboot Dillingen. Daran anschließend wurde er von 1998 bis 1999 als I. Wachoffizier und Minentaucheroffizier auf dem Minenjagdboot Weiden eingesetzt. Im Rahmen eines Offizieraustauschprogramms war Schulz von 1999 bis 2002 zur britischen Royal Navy kommandiert. Dort war er zuerst als Austauschoffizier auf den britischen Fregatten Lancaster und Montrose eingesetzt, bevor er den einjährigen Lehrgang zum Principal Warfare Officer (entspricht dem Schiffseinsatzsoffizier) absolvierte. Nach seiner Rückkehr nach Deutschland war er von 2002 bis 2003 erst II. Schiffseinsatzoffizier, und von 2003 bis 2005 I. Schiffseinsatzoffizier auf der Fregatte Lübeck. Danach nahm er von 2005 bis 2007 am Lehrgang Generalstabs- und Admiralstabsdienst an der Führungsakademie der Bundeswehr in Hamburg teil.

### Dienst als Stabsoffizier
Nach Abschluss des Generalstabs- und Admiralstabslehrgangs wurde Schulz von 2007 bis 2010 als Personalstabsoffizier im Personalamt der Bundeswehr in Köln eingesetzt. Von 2010 bis 2011 fuhr er als Erster Offizier der Fregatte Hessen wieder zur See. Es folgten von 2011 bis 2013 mehrere Referentendienstposten im Führungsstab der Marine, dem Führungsstab der Streitkräfte sowie (nach Umgliederung im Rahmen der Neuausrichtung der Bundeswehr) in der Abteilung Strategie und Einsatz im Bundesministerium der Verteidigung. Von 2013 bis 2015 war Schulz als Nachfolger von Fregattenkapitän Ralf Kuchler Kommandant der Fregatte Hamburg. In dieser Zeit nahm die Fregatte als Flaggschiff des Einsatz- und Ausbildungsverbandes der Marine 2014 und als Begleitschutz des US-amerikanischen Spezialschiffes Cape Ray an der Vernichtung der syrischen Chemiewaffen teil. Es folgte 2015 eine Verwendung als Referent in der Abteilung Personal im Bundesministerium der Verteidigung in Bonn. Von 2016 bis 2018 war Schulz Adjutant des Generalinspekteurs der Bundeswehr, General Volker Wieker und dessen Nachfolger General Eberhard Zorn. Dem schloss sich von 2018 bis 2020 die Verwendung als Referatsleiter Politik I 1 (Abteilungsmanagement und Organisation strategischer Themen) im Bundesministerium der Verteidigung in Berlin an.

### Dienst als Admiral
Von 23. Dezember 2020 bis September 2021 war Schulz Kontingentführer des Deutschen Einsatzkontingentes UNIFIL sowie der Maritime Task Force Commander UNIFIL in Naqoura, Libanon. Die Ernennung zum Flottillenadmiral erfolgte am 25. März 2021 durch die Verteidigungsministerin per Videokonferenz im Hauptquartier der UNIFIL in Naqoura. Auf diesem Dienstposten folgte ihm Flottillenadmiral Andreas Mügge. Schulz ist seit dem 24. September 2021, als Nachfolger von Flottillenadmiral Ralf Kuchler, Kommandeur der Einsatzflottille 2 in Wilhelmshaven. Am 29. November 2024 übergab er das Kommando an Kapitän zur See Sven Beck um seinerseits seine neue Verwendung als stellvertretender Abteilungsleiter der Abteilung Personal anzutreten.